# رياكت أو إس
رياكت أو إس (بالإنجليزية: ReactOS) هو نظام تشغيل حر متوافق مع نظام التشغيل مايكروسوفت ويندوز، النظام مفتوح المصدر ومرخّص تحت رخصة جنو العمومية وجزء منه تحت رخصة جنو العمومية الصغرى وجزء منه تحت رخصة بي.إس.دي.

## الماضي
في عام 1996 اجتمع مجموعة من المطورين لإنشاء مشروع يدعى FreeWin95 هدف هذا المشروع هو إنشاء نسخه مجانية من نظام التشغيل مايكروسوفت ويندوز 95، نوقش المشروع كثيراً عن تصميم النظام وما إلى ذلك وفي عام 1997 كانت النهاية، حيث لم تظهر نتائج في المشروع.
بعدها تغير طريق المشروع إلى نظام مايكروسوفت ويندوز إن تي بدلاً من مايكروسوفت ويندوز 95 وتم اختيار اسم ReactOS، بدأ المشروع بالفعل في شهر فبراير من سنة 1998، من خلال إنشاء أساس نواة NT الجديدة مع برامج التشغيل الأساسية.

## مراحل تطور ReactOS
في عام 2005 أصبح ReactOS نظام ثابت، ووفر الكثير من واجهة برمجة التطبيقات من اجل المطورين، كذلك احتوى النظام على واجهة مستخدم رسوميه.
في الإصدار 0.2 تمكن النظام من تشغيل العديد من تطبيقات نظام Windows مثل Notepad، Regedit، Cmd بالإضافة إلىأبي ورد والألعاب الأساسية.
في الإصدار 0.2.5 تم دعم بعض بطاقات الصوت، بالإضافة إلى الشبكات كذلك تم دعم نظم الملفات مثل Ext2 وكذلك تم إضافة GRUB و NTLR التي تخص عمليات الـ booting، كذلك تم تطوير النظام بحيث يمكن تركيبه في قسم الـ Linux أو الـ Windows دون مشاكل.
منذ الإصدار 0.2.6 كل من برنامج mIRC و Dillo و DCOM عملوا تحت النظام ReactOS كذلك بعض الألعاب بالإضافة إلى مكتبة الرسوميات المفتوحة.

## مستقبل ReactOS
تنص خطة ReactOS المستقبلية على ان يتم تدعيم الشبكات حزمة بروتوكولات الإنترنت كاملة بالإضافة إلى دعم الـ يو إس بي، والتطوير من واجهة المستخدم الحالية (GUI) وكذلك إضافة دعم للوسائط المتعددة ولغة البرمجة Java ولغات.NET.

## خصائص النظام
يستطيع النظام تشغيل برامج وتطبيقات نظام التشغيل ويندوز كما يدعم drivers المنتجة لنظام التشغيل ويندوز.

## وصلات خارجية
- رياكت أو إس على موقع Open Hub (الإنجليزية)
- رياكت أو إس على موقع Framasoft (الفرنسية)
- رياكت أو إس على موقع SourceForge (الإنجليزية)
- الموقع الرسمي